# Lorenzo Geyres
Lorenzo Geyres es una localidad de Uruguay, también conocida como Estación Queguay, en el oeste del departamento de Paysandú. Está ubicado a casi 3 km al oeste de la ruta 3, a 30 km al nornoreste de la capital departamental Paysandú y a 3 km al noreste del río Queguay. Es además sede del municipio homónimo.

## Nombre
El 29 de mayo de 1928 la población hasta entonces conocida como Estación Queguay, por su estación de ferrocarril, pasó a llamarse Lorenzo Geyres, en homenaje a un estanciero vecino.

## Población
Según el censo de 2011 la localidad contaba con una población de 774 habitantes.
| 517           | 474 | 428 | 573 | 674 | 774 |
| (Fuente: INE) |     |     |     |     |     |

## Fiesta del Jabalí
En octubre de cada año se celebra la «Fiesta del Jabalí», donde se organizan competencias de equipos de cazadores, espectáculos musicales, deportivos y sociales. Las competencias de cacería de jabalíes se realizan en los montes del cercano río Queguay.